# Перова, Ксения Витальевна
Ксения Витальевна Перова (род. 8 февраля 1989 года, Лесной, Свердловская область) — российская спортсменка, стрелок из лука. Двукратный серебряный призёр XXXI и XXXII летних Олимпийских игр в командных соревнованиях (2016, 2021), участница XXX летних Олимпийских игр (2012). Двукратная чемпионка мира в личных и командных соревнованиях (2015, 2017). Двукратный бронзовый призер чемпионата мира в помещении в личных и командных соревнованиях (2009, 2012). Трехкратная чемпионка Европы и бронзовый призер чемпионата Европы в личных и командных соревнованиях (2008, 2010, 2012, 2021). Серебряный призер финала кубка мира в личных соревнованиях (2017). Победитель финала кубка мира в помещении в личных соревнованиях (2012). Четырехкратный победитель, пятикратный серебряный и трехкратный бронзовый призер этапов кубка мира в личных и командных соревнованиях, смешанных командах (микст) (2010, 2012, 2014, 2016, 2017, 2018, 2021).       
Пятикратная чемпионка России (2011, 2012, 2016, 2017, 2025), трехкратный серебряный (2010, 2015, 2023) и трехкратный бронзовый (2014, 2018, 2023) призер чемпионата России в личных соревнованиях. Чемпионка России (2023) и серебряный призер чемпионата России (2025) в командных соревнованиях. Четырехкратная чемпионка России (2014, 2016, 2018, 2025), двукратный серебряный (2017, 2023) и бронзовый призер (2019) чемпионата России в смешанных командах (микст). Трехкратная чемпионка России в помещении (2010, 2012, 2025), двукратный серебряный (2015, 2020) и бронзовый (2022) призер чемпионата России в помещении в личных соревнованиях. Бронзовый призер чемпионата России в помещении в командных соревнованиях (2019) (по данным от 2008 года).      
Мастер спорта России (2007), Мастер спорта России международного класса (2010), Заслуженный мастер спорта России (2013). Обладатель медалей ордена «За заслуги перед Отечеством» I (2016) и II степеней (2021).
Является первой российской спортсменкой, завоевавшей золотую медаль чемпионата мира по стрельбе из классического лука в личных соревнованиях

## Спортивная карьера

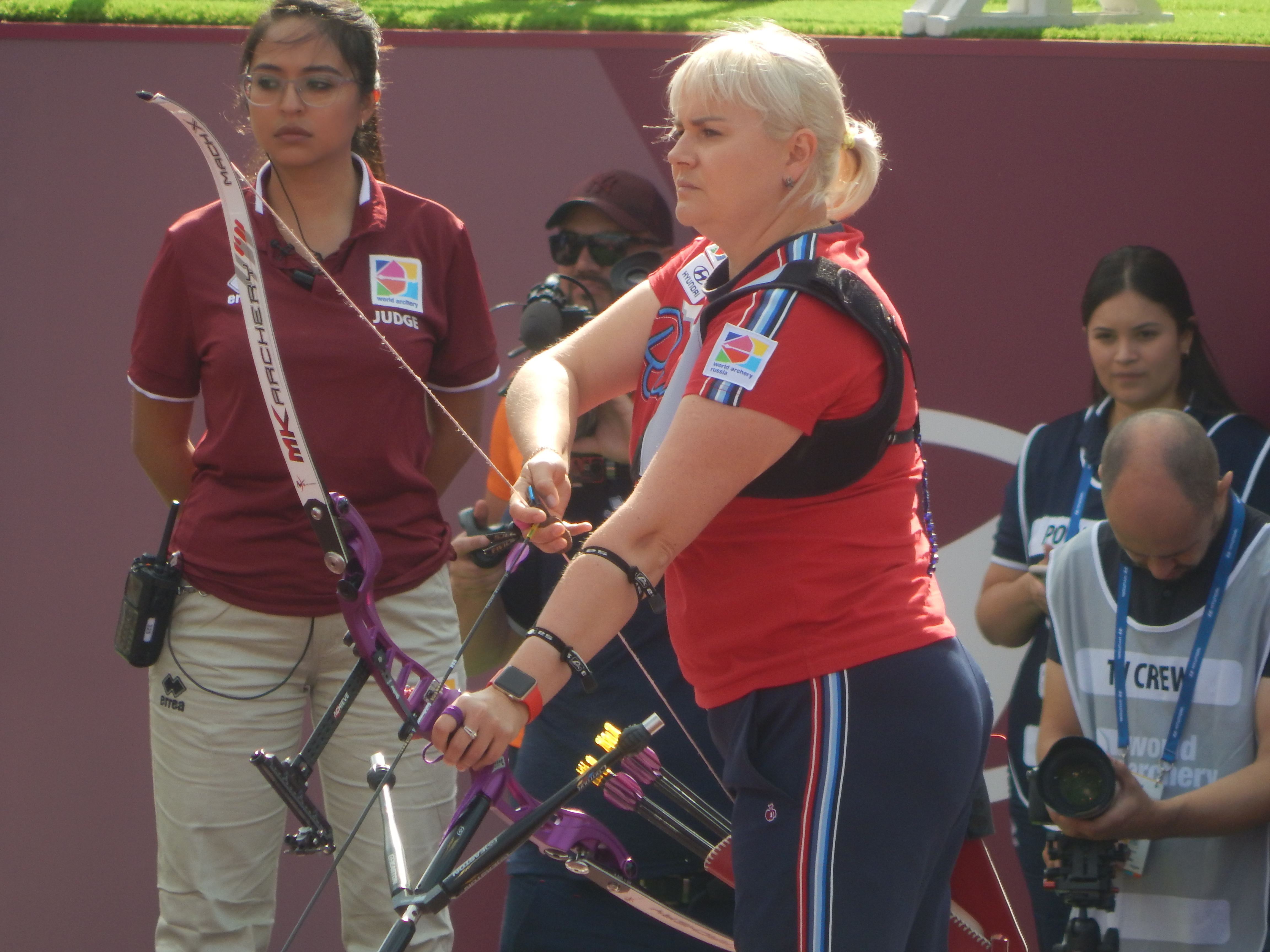
2019 год

Начала заниматься стрельбой из лука в СДЮСШОР «Факел» в 1998 году. Спустя некоторое время переехала в Екатеринбург в школу олимпийского резерва. В составе национальной сборной выступает с 2005 года.
В 2008 году во Франции на чемпионате Европы по стрельбе из лука выиграла бронзовую медаль в командном первенстве, в личном первенстве заняла 10-е место. В 2009 году на чемпионате мира по стрельбе из лука в закрытых помещениях (Жешув) выиграла бронзовую медаль в командном первенстве, в личном первенстве осталась на 23-м месте. В следующем году в итальянском Роверето вместе с Инной Степановой и Натальей Эрдыниевой выиграла чемпионат Европы в командном первенстве, победив в финале сборную Испании (202:195), а в личном первенстве заняла 17-е место.
В апреле 2012 года в Таганроге на чемпионате России по стрельбе из лука завоевала первое место по стрельбе из классического лука среди женщин.
В мае 2012 года на чемпионате Европы, проходившем в Амстердаме, стала чемпионкой Европы в личном первенстве и попала в состав сборной России для участия в Олимпийских играх 2012 года в Лондоне года. В ходе соревнований поочередно победила румынку Люминиту Сарбу (6:4), немку Елену Рихтер (6:5), британку Элисон Уильямсон (7:3) и француженку Сириль Котри (6:4), а в финале разгромила британку Наоми Фолкард (6:0).

### Олимпийские игры 2012 года
В личном первенстве в квалификационном раунде набрала 659 очков и заняла 9-е место. В плей-офф на первом этапе со счётом 6:0 победила египтянку Наду Камель. Во втором раунде выиграла у спортсменки из Италии Натальи Валеевой (6:2). В третьем раунде одержала победу над индонезийской спортсменкой Ика Юлиана Рочмавати — 6:5. В четвертьфинале уступила со счётом 4:6 будущей олимпийской чемпионке кореянке Ки Бо Бэ. По итогам соревнования Ксения Перова заняла 5-е место.

Очень печально, что я не смогла завоевать медаль. Особенно, если учесть, что до четвертьфинальной встречи с кореянкой чувствовала себя прекрасно. Я знаю, что представители этой страны очень сильны, но тем не менее уверена – могла победить. Попади я точнее первой стрелой в первом сете, думаю, победа осталась бы за мной. Но, к сожалению, мне никак не удавалось как следует подстроиться под ветер. Приходилось гадать, так как расположенные рядом со стрельбищем ветряные носки давали абсолютно разные данные, куда дует ветер. Какие планы на будущее? Вы обязательно увидите меня на Играх в Рио. Именно там я переиграю кореянок, даже если этого никому не удавалось за последние 20 летКсения Перова
В командном первенстве в составе команды вместе с Инной Степановой и Кристиной Тимофеевой в 1/8 финала победила со счётом 215:208 сборную Великобритании. В четвертьфинале встречалались со сборной Тайваня и победили в дополнительной перестрелке 216(28):216(26). В полуфинальной встрече уступили сборной КНР (207:208). В матче за третье место с разницей в 2 очка уступили сборной Японии (207:209).
На мой взгляд, нашей женской команде по стрельбе из лука в борьбе за олимпийскую медаль не хватило опыта. В борьбе за выход в олимпийский финал мы проиграли китаянкам совсем немного. В спарринге за бронзовую медаль с японками нам также не хватило нескольких очков. Эта моя первая Олимпиада. На мой взгляд, самое страшное в спортивной карьере – это четвертое место на Олимпийских играх.Ксения Перова

### Межолимпийский цикл
В 2015 году на чемпионате мира в Копенгагене в команде с Инной Степановой и Туяной Дашидоржиевой стала чемпионкой мира, при этом обыграв в полуфинале олимпийских чемпионок из Кореи, а в финале — представительниц Индии. В индивидуальном турнире чемпионата мира Ксения Перова дошла до третьего раунда, где в пяти сетах уступила лучнице из Тайваня первой сеяной Линь Шицзя.

### Олимпийские игры 2016 года
В августе 2016 года Перова вошла в состав олимпийской сборной России. По итогам турнира Ксения стала серебряным призёром Олимпийских игр в Рио-де-Жанейро в командном первенстве вместе с Туяной Дашидоржиевой и Инной Степановой. По результатам квалификации личного турнира Ксения заняла 17-е место, в результате чего уже во втором раунде плей-офф ей предстояло встретиться с Инной Степановой. Матч двух россиянок завершился в пользу Степановой 7:3.
В сентябре 2017 года Ксения Перова стала обладательницей серебра в финале Кубка мира. В решающем поединке турнира, проходившем в Риме, российская лучница уступила первому номеру мирового рейтинга кореянке Ки Бо Бэ 1:7.

### Межолимпийский цикл
В октябре 2017 года на чемпионате мира в Мехико стала победительницей чемпионата мира по стрельбе из классического лука, победив олимпийскую чемпионку из Южной Кореи Чхан Хе Джин со счетом 6:4.

### Олимпийские игры 2020 года
На Олимпийских играх в Токио Ксения Перова вместе со Светланой Гомбоевой и Еленой Осиповой завоевала серебряную медаль в командном первенстве.

## Награды
- Медаль ордена «За заслуги перед Отечеством» I степени (25 августа 2016 года) — за высокие спортивные достижения на Играх XXXI Олимпиады 2016 года в городе Рио-де-Жанейро (Бразилия), проявленные волю к победе и целеустремленность[11].
- Заслуженный мастер спорта России (2013)
- Медаль ордена «За заслуги перед Отечеством» II степени (11 августа 2021 года) — за большой вклад в развитие отечественного спорта, высокие спортивные достижения, волю к победе, стойкость и целеустремленность, проявленные на Играх XXXII Олимпиады 2020 года в городе Токио (Япония)[12].

## Личная жизнь
- Замужем, дочь — Кристина (2015)[13].
- Окончила Уральский государственный университет физической культуры (Челябинск), специальность — физическая культура[14].